# José Moës
José Moës (19 juli 1923 – 20 februari 2016) was een Belgisch voetballer die speelde als aanvaller. Hij voetbalde in Eerste klasse bij Club Luik en speelde zes interlandwedstrijden  met het Belgisch voetbalelftal.

## Loopbaan
Moës debuteerde tijdens de Tweede Wereldoorlog als aanvaller in het eerste elftal van Stade Waremmien dat in die tijd in Derde klasse aantrad. De ploeg werd in 1946 kampioen en promoveerde naar Tweede klasse.
In 1948 trok toenmalig Eersteklasser Club Luik hem aan samen met Willy Saeren van Cercle Tongeren en de ploeg, die reeds Louis Carré en Léopold Anoul in haar rangen had,  werd een topclub in de Belgische voetbalcompetitie. In 1952 en 1953 werd de landstitel behaald en Moës werd geselecteerd voor de nationale ploeg.
Tussen 1951 en 1954 speelde Moës zes wedstrijden met het Belgisch voetbalelftal waarin hij samen met clubgenoot Léopold Anoul in de aanval stond. In totaal scoorde hij  vier doelpunten voor de nationale ploeg; twee in 1951 in de uitwedstrijd in Nederland die eindigde op 6-7 en eveneens twee doelpunten in 1952 in de thuiswedstrijd tegen Italië die met 2-0 werd gewonnen.
Moës bleef bij Luik voetballen tot in 1958 en zette toen een punt achter zijn spelersloopbaan op het hoogste niveau. In totaal speelde hij 237 wedstrijden in Eerste klasse en scoorde hierbij 101 doelpunten.